# Jafar (Disney)
Jafar (a veces escrito como "Yafar") es un personaje ficticio y principal antagonista de la película de animación Aladdín (1992), de Walt Disney Pictures. Su voz la pone Jonathan Freeman, que también interpretó al personaje en la adaptación musical de Broadway. Jafar también aparece, de nuevo como antagonista principal, en la secuela de 1994 The Return of Jafar.
El personaje se inspira en el villano Jaffar, interpretado por Conrad Veidt en El ladrón de Bagdad, del que Aladdín toma prestadas varias ideas de personajes y elementos de la trama. El Jafar del Aladdín de Disney interpreta esencialmente el mismo papel que el personaje de la película de 1940 y está dibujado con un notable parecido al aspecto de Veidt. También está vagamente basado en el visir abasí de la vida real Ja'far ibn Yahya.

## Desarrollo
El animador Andreas Deja decidió diseñar a Jafar de forma que contrastara con los demás personajes, con muchas líneas verticales frente a los diseños curvilíneos de Al Hirschfeld.
Jonathan Freeman, a quien los compositores Alan Menken y Howard Ashman conocieron cuando hizo la audición para Little Shop of Horrors y habían invitado previamente a Freeman a hacer una audición tanto para La sirenita como para La bella y la bestia, dijo que el arte conceptual fue lo que le hizo interesarse de verdad por el papel. Afirmó que “en cuanto vi esos ojos de párpados pesados, esa cara larga y estrecha, supe que Jafar iba a ser algo realmente especial”. Fue el primer actor del reparto y pasó un año y nueve meses grabando diálogos; estuvo meses sin que ningún otro actor interactuara, y más tarde interrumpió giras teatrales para volar a Los Ángeles y grabar líneas recién escritas. Cuando Deja conoció a Freeman, se sorprendió al ver la falta de parecido físico con el personaje, pero incluyó parte de la actuación y los gestos de Freeman en la animación de Jafar.

## Apariciones

### Películas

#### Aladdín
En la adaptación de Aladdín de 1992, a la que pone voz originalmente en inglés Jonathan Freeman (Joaquín Muñoz en España y Jorge Santos en Hispanoamérica), Jafar es el gran visir de Agrabah, el consejero de mayor confianza del Sultán. También es un hechicero malvado y siniestro al que no le gusta nada ser el segundo mejor. Jafar trama en secreto obtener la lámpara de aceite mágica del Genio y gobernar Agrabah. Al principio de la película, Aladdín es encarcelado en las mazmorras del palacio, según lo dispuesto por Jafar debido a su influencia sobre los guardias. Cuando la princesa Jasmín se enfrenta enfadada a él por el incidente, Jafar le miente, fingiendo haber creído que Aladdín la secuestró y diciendo que ya había sido ejecutado. Esa noche, Jafar (disfrazado de otro prisionero) se acerca a Aladdín y hace un trato con él. A cambio de la ayuda de Aladdín para recuperar la lámpara de la Cueva de las Maravillas, Jafar le revela una ruta de escape de la prisión y le promete una recompensa si lo consigue, pronto se revela que la recompensa es la muerte. Cuando el plan fracasa, Aladdín y la lámpara se pierden. Más tarde, el Sultán regaña a Jafar por ejecutar supuestamente una vida inocente a sus espaldas sin consultarle, en lo que Jafar finge arrepentirse de sus actos y promete no volver a hacerlo. Cuando su loro mascota Iago sugiere un plan alternativo, Jafar decide utilizar los poderes hipnóticos de su bastón con cabeza de cobra para manipular al Sultán para que ordene un matrimonio entre él y Jasmín. Este plan también instiga el enamoramiento de Jafar hacia Jasmín, por lo que realmente desea tenerla como esposa. Sin embargo, Aladdín, que había descubierto al Genio y utilizado su primer deseo para convertirse en Príncipe, se lo impide. Al ver al "príncipe Alí" como una amenaza potencial para sus planes y un rival por la mano de Jasmín, trama deshacerse de él. Tras un segundo atentado de Jafar contra su vida, Aladdín (con la ayuda del Genio y su segundo deseo) sobrevive y desenmascara el complot de Jafar contra el Sultán; sin embargo, Jafar se entera de que Aladdín posee la lámpara antes de emprender la huida.
Iago roba la lámpara a Aladdín y Jafar se convierte en el nuevo amo del Genio. Jafar utiliza sus dos primeros deseos para convertirse en Sultán y en el hechicero más poderoso del mundo, a la vez que asume el control del palacio (que el Genio levanta del suelo y coloca en la cima principal de una montaña) y destierra a Aladdín a un páramo helado. Jafar convierte entonces al Sultán en una marioneta, permitiendo que Iago lo torture obligándole a comer galletas como venganza por las galletas que el Sultán le dio a Iago. Jasmín, horrorizada, suplica a Jafar que se detenga y este lo hace. Jafar, en busca de una reina que gobierne Agrabah junto a él, ofrece a Jasmín su mano en matrimonio. Jasmín se niega airadamente y le arroja una copa de vino a la cara. Jafar, furioso, decide utilizar su último deseo para que Jasmín se enamore desesperadamente de él. El Genio intenta informarle que no puede usar su magia para enamorar a la gente, pero Jafar, agarrándolo por la barba, le exige que lo haga de todos modos. Su discusión hace que no se dé cuenta de que Aladdín ha regresado y Jasmín decide ayudar a Aladdín a robar de nuevo la lámpara fingiendo que ahora está enamorada de Jafar. Jafar, creyendo que el Genio le ha concedido de alguna manera su deseo, se acerca a Jasmín para seducirla sin darse cuenta de que le está engañando. Sin embargo, ve a Aladdín en el reflejo de la corona de Jasmín y se da cuenta de que todo era una treta.
Aladdín lucha contra Jafar (que se ha convertido en una cobra gigante hostil) y se burla de él diciéndole que sólo es el segundo ser más poderoso de la Tierra después del Genio, que fue quien le dio su poder en primer lugar y puede quitárselo muy fácilmente. Al darse cuenta de que lo que dice Aladdín es cierto y de que sigue siendo "el segundo mejor", Jafar, consumido por su ansia de poder, utiliza su último deseo para convertirse en un genio todopoderoso, en un intento de gobernar todo el universo. Sin embargo, mientras Jafar se deleita con su nuevo y fenomenal poder cósmico, descubre demasiado tarde que Aladdín le ha engañado para que desperdicie su deseo de convertirse en genio, lo que además viene con trampa ya que los genios no son seres libres, y queda atrapado en una lámpara mágica propia, que es enviada a la Cueva de las Maravillas por el Genio.

#### The Return of Jafar
En The Return of Jafar, la lámpara de Jafar es encontrada por Abis Mal, que invoca a Jafar desde la lámpara. Jafar trama vengarse de Aladdín y casi consigue matarlo y hacerse con el control del palacio, pero Iago, que ha cambiado de bando, destruye la lámpara de Jafar en la lava. Jafar muere en una explosión de magia, ya que un genio encerrado en una lámpara no puede sobrevivir sin ella. Como resultado, Jafar no volvió a ser visto, ni en la serie de televisión ni en Aladdin and the King of Thieves, pero los demás personajes le mencionan a menudo.

#### Descendientes
Jafar aparece en Descendientes junto a Maléfica, Cruella de Vil y la Reina Malvada, como parte de un grupo de villanos de Disney que son los padres de los cuatro personajes principales de la película, con Maz Jobrani en el papel. En la película, es el padre de Jay, que roba artículos para la tienda de su padre.

#### Aladdín(2019)
Representado más joven en la versión de acción real de 2019, Jafar sigue siendo el gran visir, pero se hace más hincapié en su pasado como ladrón en su juventud y en su ambición de utilizar Agrabah para invadir el reino de Shirabad como venganza por el tiempo que pasó en sus mazmorras. Se dice que la reina, esposa del Sultán y difunta madre de la princesa Jasmín, fue princesa de Shirabad antes de casarse con el Sultán y que es posible que Jafar organizara su asesinato como venganza por su encarcelamiento, probablemente para instigar la guerra entre los dos reinos. La película también presenta a Jafar como rival de Aladdín, ya que el primero compara explícitamente su origen ladrón y su deseo de mejorar su estatus social. Mientras que Aladdín quiere lo justo para vivir cómodamente, Jafar nunca está satisfecho con lo que ha ganado mientras haya otros mejores que él. Aladdín utiliza ese defecto de carácter para engañar a Jafar y conseguir que utilice su último deseo para convertirse en genio, lo que provoca su encarcelamiento y que el genio lo arroje a la Cueva de las Maravillas. Marwan Kenzari interpreta el papel.

### Series de televisión

#### Hércules
En el episodio “Hércules y la noche de Arabia” de Hércules: La serie animada, Jafar hace otro intento de venganza y es resucitado por el archienemigo de Hércules, Hades. Ha perdido su condición de genio inmortal todopoderoso tras morir, pero Hades le da un nuevo bastón de cobra que lo convierte en carne y hueso mientras lo sostenga, y los dos villanos se alían para deshacerse de Aladdín y Hércules. Sin embargo, gracias al ingenio de Aladdín y a la fuerza de Hércules, Jafar es derrotado por última vez, siendo arrastrado al río Estigia para siempre.

#### House of Mouse
Jafar aparece en muchos episodios de House of Mouse, donde a menudo se le encuentra entre el público. En el episodio “El negocio de la lámpara de Donald”, Jafar hipnotiza al Pato Donald para que le robe una lámpara, pero resulta que sólo quería una lámpara parecida a un reloj y no la auténtica lámpara mágica. Tiene otro papel importante en el episodio “La casa de la magia”, en el que tras un acto de magia malogrado de Daisy en el que hace desaparecer el club, Mickey pide ayuda a Jafar para recuperar el club, por lo que él y Iago interpretan una versión de la canción de Cenicienta “Bibbidi-Bobbidi-Boo” para lanzar el hechizo. También aparece en las dos películas directas a vídeo de la serie, brevemente en Mickey's Magical Christmas: Snowed in at the House of Mouse y como principal antagonista en Mickey's House of Villains, como líder de los villanos de Disney. En un episodio inspirado en esta última película, “Pete's House of Villains”, Jafar sustituye a Donald como portero del club, donde impide que los demás personajes de Aladdín entren en el club.

#### Érase una vez
Una versión alternativa de Jafar aparece en el spin-off de la serie Érase una vez, Érase una vez en el País de las Maravillas. Naveen Andrews interpreta al personaje, un aliado de la Reina Roja. En esta continuidad, Jafar es el hijo ilegítimo del Sultán y su interés por los genios proviene de su mentora y amante, Amara, que descubrió un ritual que podía utilizarse para reescribir las leyes de la magia utilizando el poder de tres genios y dos hechiceros. Jafar traicionó a Amara transformándola en su bastón de serpiente para poder quedarse con su poder.
Andrews no volvió a interpretar su papel en la sexta temporada de Érase una vez debido a un conflicto de agenda, y fue sustituido por Oded Fehr.

### Videojuegos

#### Kingdom Hearts
Jafar debutó en Kingdom Hearts como uno de los miembros del círculo íntimo de Maléfica. Aquí, planea utilizar a los Sincorazón y apoderarse de Agrabah mientras intenta localizar tanto a Jasmín (ya que es una de las Princesas de Corazón) como el ojo de la cerradura de Agrabah. Finalmente, Jafar consigue robar la lámpara del Genio a Aladdín y secuestrar a Jasmín en el proceso. Sora, Aladdín, el Pato Donald y Goofy lo rastrean hasta la Cueva de las Maravillas, donde Jafar utilizó su primer deseo para revelar el ojo de la cerradura del mundo. Al llegar a la cámara de la lámpara, se enfrentan a Jafar en una batalla después de que éste utilizara su segundo deseo para conseguir la ayuda del Genio en la lucha. Tras su derrota, Jafar utiliza su último deseo para convertirse en genio y vuelve a luchar contra el equipo, pero es derrotado y encerrado en la lámpara.
En Kingdom Hearts: Chain of Memories aparecen facsímiles de Jafar, basados en los recuerdos de Sora.
En Kingdom Hearts II, el vendedor ambulante encuentra la lámpara de Jafar, lo que le convierte en objetivo de Pete, que revela su intención de convertir a Jafar en un Sincorazón bajo su control. Una vez que Pete es expulsado, la lámpara es colocada en el palacio para su custodia. Sin embargo, Jafar es liberado más tarde por el vendedor ambulante y amenaza a Iago con engañarle para que lleve a Sora y a sus amigos a una búsqueda inútil hasta la muerte mientras captura a la princesa Jasmín. Tras la llegada de los héroes, con Iago recibiendo un golpe que significaba que había sido engañado por Jafar y se redime por Aladdín, Sora derrota a Jafar, haciendo que implosione y su lámpara se disuelva poco después.
En Kingdom Hearts Coded aparece una versión de Jafar basada en los datos digitalizados del diario de Pepito.
Jonathan Freeman puso voz a Jafar en Kingdom Hearts y Kingdom Hearts II.

#### Otros juegos
Jafar aparece en el juego para móviles Disney Heroes Battle Mode.

### Parques Disney y espectáculos en directo
En la versión del parque Disney's Hollywood Studios del espectáculo nocturno Fantasmic!, Jafar es uno de los villanos que la Reina Malvada evoca para luchar contra Mickey Mouse y arruinar su imaginación. Jafar aparece con Maléfica, Úrsula y Oogie Boogie en el programa de fuegos artificiales de Halloween HalloWishes del parque Magic Kingdom en Mickey's Not-So-Scary Halloween Party. En el musical Twisted de StarKid Productions, una parodia de Aladdín inspirada en el musical Wicked, Jafar es un personaje principal y el argumento cuenta la historia de Aladdín desde su punto de vista.